# Cyanopepla imogena
Cyanopepla imogena là một loài bướm đêm thuộc phân họ Arctiinae, họ Erebidae.